# Drosophila kepulauana
Drosophila kepulauana este o specie de muște din genul Drosophila, familia Drosophilidae, descrisă de Wheeler în anul 1969. Conform Catalogue of Life specia Drosophila kepulauana nu are subspecii cunoscute.